# Trinke, Liebchen, trinke schnell
Das Couplet „Trinke, Liebchen, trinke schnell“, das Gesangslehrer Alfred im 14. Auftritt des 1. Akts der 1874 in Wien uraufgeführten Operette Die Fledermaus von Johann Strauss (Sohn) anstimmt, wurde zusammen mit dieser weltbekannt. Vor allem gilt dies für den Refrain, in den das angesprochene „Liebchen“ Rosalinde von Eisenstein begeistert mit einstimmt:
„Glücklich ist, wer vergisst, was doch nicht zu ändern ist!“
Allerdings galt dieser Reim im deutschen Sprachraum schon vorher als Sprichwort oder Geflügeltes Wort. Man findet ihn in Wanders Deutsches Sprichwörter-Lexikon Band 1, Leipzig 1867 mit allerlei Quellenangaben, darunter Karl Simrocks Die deutschen Sprichwörter von 1846 und das lateinische „Feras, non culpes, quod vitari non potest“ (Ertrage, nicht beklage, was du nicht ändern kannst) aus den Sententiae des Publilius Syrus.
„Ich denke wie jener weise Mann: ‚Glücklich ist, wer vergißt // Das, was nicht zu ändern ist‘“, heißt es sogar in Meister Johann Strauß und seine Zeitgenossen, Komischer Roman von Eduard Maria Oettinger, Vierter Theil, der 1862 in Berlin erschienen war. Diese Verse, schreibt Georg Büchmann in Geflügelte Worte. Der Citatenschatz des deutschen Volkes, Berlin 1872, seien schon mit dem Datum „Jena, den 12. September 1753“ in einem im Besitz des oldenburgischen Justizrats Strackerjahn befindlichen Stammbuch eines gewissen Daelhausen eingetragen, der in den Jahren 1751 bis 1753 in Jena studiert habe. Sie müssten "so recht nach dem Herzen des Volkes" sein; denn sie hätten „in den verschiedenartigsten Volksliedern Unterkunft gefunden“, auch einem aus dem 18. Jahrhundert stammenden. Daelhausens Stammbuch soll mittlerweile zum Bestand im Museum Angewandte Kunst (Frankfurt am Main) gehören. Das Manuskript eines Vortrags von Ludwig Strackerjan betr. das Stammbuch des Studenten Anton Wilhelm Daelhausen, Oldenburgensis J.U.C. soll sich im Niedersächsischen Landesarchiv Oldenburg befinden.
Im Stammbuch des Lorenz Schüpfel aus Altdorf bei Nürnberg, das die Universitätsbibliothek Erlangen-Nürnberg bewahrt, hat sich mit „Glücklich ist wer vergißt was nicht mehr zu ändern ist“ und dem Datum „Altorf: d 19 Sept 1784“ der „Med. et Chir. Doct.“ And[reas] Roesslein aus Moskau verewigt.
„Aus gleicher Gefühlslage“, nämlich der römischrechtlichen damnatio memoriae, die sich „im übertragenen Sinne seit der Französischen Revolution vielfältig wiederholt“ habe, befand 1979 der Historiker Manfred P. Fleischer, „erklang wohl im Herbst des Mittelalters der Wahlspruch Kaiser Friedrichs III. (1440–1493), Rerum irrecuperabilium felix oblivio, wie am Ende der Neuzeit der geflügelte Gesang aus der ‚Fledermaus‘ (1874): ‚Glücklich ist, wer vergißt, was nicht mehr zu ändern ist.‘“ Wort für Wort dieselbe Verdeutschung hatte 1764 Adam Friedrich Kirschs lateinisch-deutsches Wörterbuch Abundantissimum Cornucopiae Linguae latinae et germanicae selectum unter dem Stichwort „Oblivio“ präsentiert: „Corn. Nep. Irreparabilium felix oblivio rerum, glücklich ist, wer vergißt, was nicht mehr zu ändern ist.“ Demgegenüber hatte sich 1720 Hrn. Burcard Gotthelff Struvens »Erläuterte Teutsche Reichs-Historie«, Ins Teutsche übersetzt Von P. Z. V. N. für die Variante „Summa felicitas est, rerum irrecuperabilium obliuio: Glücklich ist, wer vergißt, was doch nicht zu ändern ist“ entschieden, wovon sich die Verdeutschung ebenfalls Wort für Wort in der „Fledermaus“ wiederfindet.